# هلين أوفبياجل
هلين أيوهوسا أوفبياجل (بالإنجليزية: Helen Aiyeohusa Ovbiagele) هي روائية نيجيرية، ولدت في مدينة بنين، بعد أن أكملت دراستها الأولية في مدرسة البنات في مدينة بنين، انتقلت للدراسة الجامعية في كلية القديس بطرس في كادونا، ثم درست اللغة الإنجليزية واللغة الفرنسية في جامعة لاغوس، ودرست في معهد الفرنسي دو رويام يوني في لندن. ترتبط عمال هلين الأدبية والروائية بالنوع الرومانسي، والتي انتشرت بشعبية كبيرة في سلسلة رواياتها التي نشرها لها دار ماكميلان للنشر البريطاني.

## أعمالها
- Evbu My Love
- A Fresh Start
- You Never Know
- Forever Yours
- Who Really Cares
- The Schemers